# Краснооктябрьское (Курская область)
Краснооктябрьское — село в Кореневском районе Курской области. Входит в состав Снагостского сельсовета.

## География
Село находится на реке Сейм, в 104 км к юго-западу от Курска, в 9 км к юго-западу от районного центра — посёлка городского типа Коренево, в 6 км от центра сельсовета — Снагость.
Улицы
В селе улицы: Боровка, Корчаковка, Лесная, Мантуловка, Новая, переулок Новый, переулок Сеймский.
Климат
Краснооктябрьское, как и весь район, расположено в поясе умеренно континентального климата с тёплым летом и относительно тёплой зимой (Dfb в классификации Кёппена).

## История
До второй половины 1930-х годов называлось Гапоново.
В августе 2024 года село было оккупировано ВСУ в ходе боёв в Курской области. 12 сентября 2024 село перешло под контроль ВС РФ.

## Население
| 2002 | 2010 |
| ---- | ---- |
| 307  | ↘245 |

## Инфраструктура
Личное подсобное хозяйство. Школа. Дом-Интернат. В селе 198 домов.

## Транспорт
Краснооктябрьское находится в 10 км от автодороги регионального значения 38К-030 (Рыльск — Коренево — Суджа), в 5,5 км от автодороги 38К-006 (Коренево — Троицкое), в 3 км от автодороги 38К-007 (38К-006 — Комаровка — Глушково), в 7,5 км от автодороги 38Н-160 (38К-006 — Любимовка — 38К-030 с подъездом к с. Обуховка), на автодороге межмуниципального значения 38Н-159 (38К-006 — Краснооктябрьское), в 2,5 км от ближайшего ж/д остановочного пункта 344 км (линия 322 км — Льгов I). Остановка общественного транспорта.
В 147 км от аэропорта имени В. Г. Шухова (недалеко от Белгорода).